# Camponotus egregius
Camponotus egregius är en myrart som först beskrevs av Smith 1858.  Camponotus egregius ingår i släktet hästmyror, och familjen myror. Inga underarter finns listade.